# Mosdierslakken
Mosdierslakken (Polyceridae) zijn een familie van weekdieren uit de klasse van de Gastropoda (slakken).

## Onderfamilies
- Kalinginae Pruvot-Fol, 1956
- Kankelibranchinae Ortea, Espinosa & Caballer, 2005
- Nembrothinae Burn, 1967
- Polycerinae Alder & Hancock, 1845
- Triophinae Odhner, 1941